# Pas-en-Artois
Pas-en-Artois là một xã trong tỉnh Pas-de-Calais, vùng Hauts-de-France, Pháp.

## Địa lý
Pas-en-Artois có cự ly 16 dặm (26 km) về phía tây nam của Arras, tại giao lộ của các tuyến đường D1, D6 and D25, trong thung lũng sông Kilienne.

## Dân số
| 1962                                                              | 1968 | 1975 | 1982 | 1990 | 1999 | 2006 |
| ----------------------------------------------------------------- | ---- | ---- | ---- | ---- | ---- | ---- |
| 859                                                               | 913  | 959  | 948  | 925  | 938  | 839  |
| Số liệu điều tra dân số tính từ năm 1962, dân số chỉ tính một lần |      |      |      |      |      |      |

## Địa điểm nổi bật

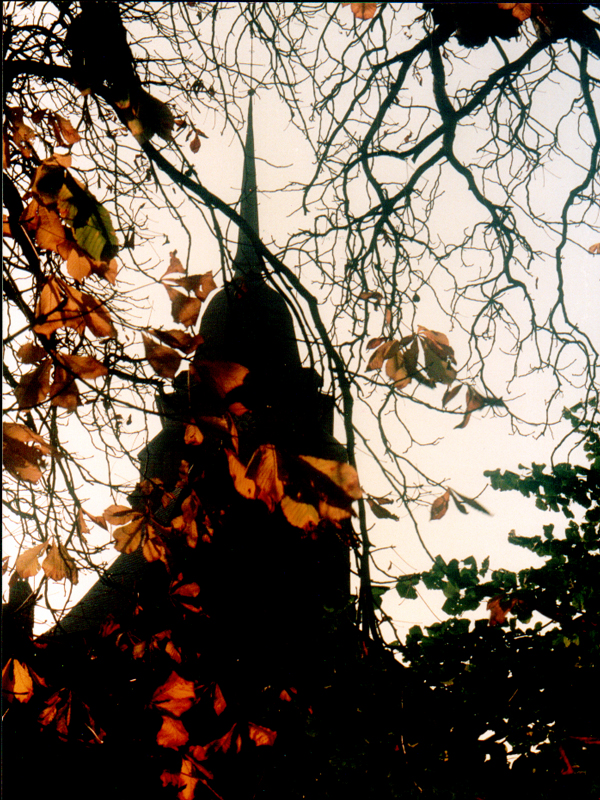
Nhà thờ

- Nhà thờ St.Martin, thế kỷ 17.
- Lâu đài thế kỷ 17.